# Víctor Ullate
Víctor Ullate (Zaragoza, 9 de mayo de 1947) es un bailarín, coreógrafo y director de espectáculos de danza española. 

## Biografía
Estudió con María de Ávila y se inició profesionalmente con Antonio Ruiz Soler en 1961. En 1964, es contratado por el Ballet del Siglo XX de Maurice Béjart, llegando a ser intérprete principal.

### Víctor Ullate Ballet
En 1979, vuelve a España para formar una compañía de ballet clásico, perteneciente al Ballet Nacional de España, que dirigió hasta 1983.[cita requerida] Ese mismo año fundó la Escuela de Danza Víctor Ullate,[cita requerida] de donde surgió el Ballet Víctor Ullate en 1988. En 2000 creó la Fundación para la Danza Víctor Ullate con el objetivo de promocionar la formación de profesionales de la danza y las artes, que presidió desde entonces. 
Director y maestro de su escuela homónima, Ullate ha formado a destacados bailarines españoles (Lucia Lacarra, Tamara Rojo, Ángel Corella, Joaquín de Luz, Ruth Miró, Igor Yebra, Eduardo Lao, Juan Miguel Hernández Delgado, entre otros). Todos ellos comenzaron su carrera profesional en el Ballet de Víctor Ullate, posteriormente Víctor Ullate Ballet - Comunidad de Madrid.[cita requerida] La compañía, a lo largo de su trayectoria, ha combinado el estilo clásico de los ballets de repertorio (Don Quijote, Giselle) con trabajos de Maurice Béjart, William Forsythe o del propio Ullate.
En 2009, el Víctor Ullate Ballet estableció su residencia en el Centro Danza Canal de los Teatros del Canal de la Comunidad de Madrid. En 2019 echó su cierre después de 31 años de trayectoria.En 2024, el Gobierno de Aragón le concede la Medalla al Mérito Cultural. 
En 2024, se estrena en el Festival de Cine de Málaga el documental Ullate. La danza de la vida, dirigido por Elena Cid, también coproductora, con RTVE. Estrenado en TVE en 2025, intervienen en él, Nacho Duato, Eduardo Lao, Mónica Cruz, Joaquín de Luz, Lucía Lacarra, Iana Salenko y sus hijos, Josué Ullate, Víctor Ullate Roche, entre otros. 

### Vida personal
Víctor Ullate tiene tres hijos: Víctor Ullate Roche exdirector del programa de televisión Fama, ¡a bailar!; Josué Ullate alumno de su padre, debutó en el 20 aniversario de la compañía Víctor Ullate Ballet representando el papel de su padre en la juventud; y Patrick Ullate.

## Algunas de sus obras
Ha dirigido en su propia compañía obras de gran éxito y reconocimiento como las siguientes: 
- Arraigo con música original de Jerónimo Maesso (1988)
- El Amor Brujo (1994)
- Volador hacia la luz (1995)
- Ven que te tiente (1996)
- Jaleos (1996)
- Don Quijote (1997)
- Seguiriya (2000)
- La inteligencia de las flores (2001)
- Samsara (2005)
- El sur (2005)
- Coppelia (2008)
- 25 aniversario (2009).[8] En él recopiló sus mejores coreografías.[1]
- Beethoven (2008) Se estrenó el 8 de febrero de 2008 en el teatro Albéniz de Madrid.
- 2 You Maestro (2009) Interpretada por primera vez en el Teatro Real de Madrid en el 20 aniversario de la compañía.
- Wonderland (2010)
- El arte de la danza (2010)

## Premios
Entre otros, ha recibido los siguientes premios:
- 1989 Premio Nacional de Danza de España.
- 1996 Medalla de Oro al Mérito en las Bellas Artes.[9]
- 2003 Premio de Cultura de la Comunidad de Madrid, en la modalidad de Danza.
- 2008 Premio Max de Honor.[10]
- 2016 Medalla de Oro al Mérito en el Trabajo.[11][12]
- 2017 Premio Fundación José Antonio Labordeta[13]
- 2024 Medalla al Mérito Cultural de Aragón[14]